# 遥感卫星十八号
遥感卫星十八号是中国在2013年成功发射遥感卫星十八号卫星。卫星顺利进入预定轨道，这是长征系列运载火箭的第183次发射。

## 用途
卫星主要用于科学试验、国土资源普查、农作物估产及防灾减灾等领域。